# Tenontosaurus
Tenontosaurus (il cui nome significa "lucertola tendine") è un genere estinto di dinosauro ornitopode iguanodonte di medie dimensioni, vissuto nel Cretaceo inferiore, circa 115-108 milioni di anni fa (Aptiano-Albiano), in quella che oggi è l'America Settentrionale.
Il genere comprende due specie: T. tilletti, descritta da John Ostrom nel 1970, e T. dossi, descritta da Winkler, Murray e Jacobs nel 1997. Numerosi esemplari di T. tilletti sono stati rinvenuti in diverse formazioni geologiche del Nord America occidentale, mentre la specie T. dossi è nota soltanto da una manciata di esemplari provenienti dalla Formazione Twin Mountains, nella Contea di Parker, Texas.

## Descrizione

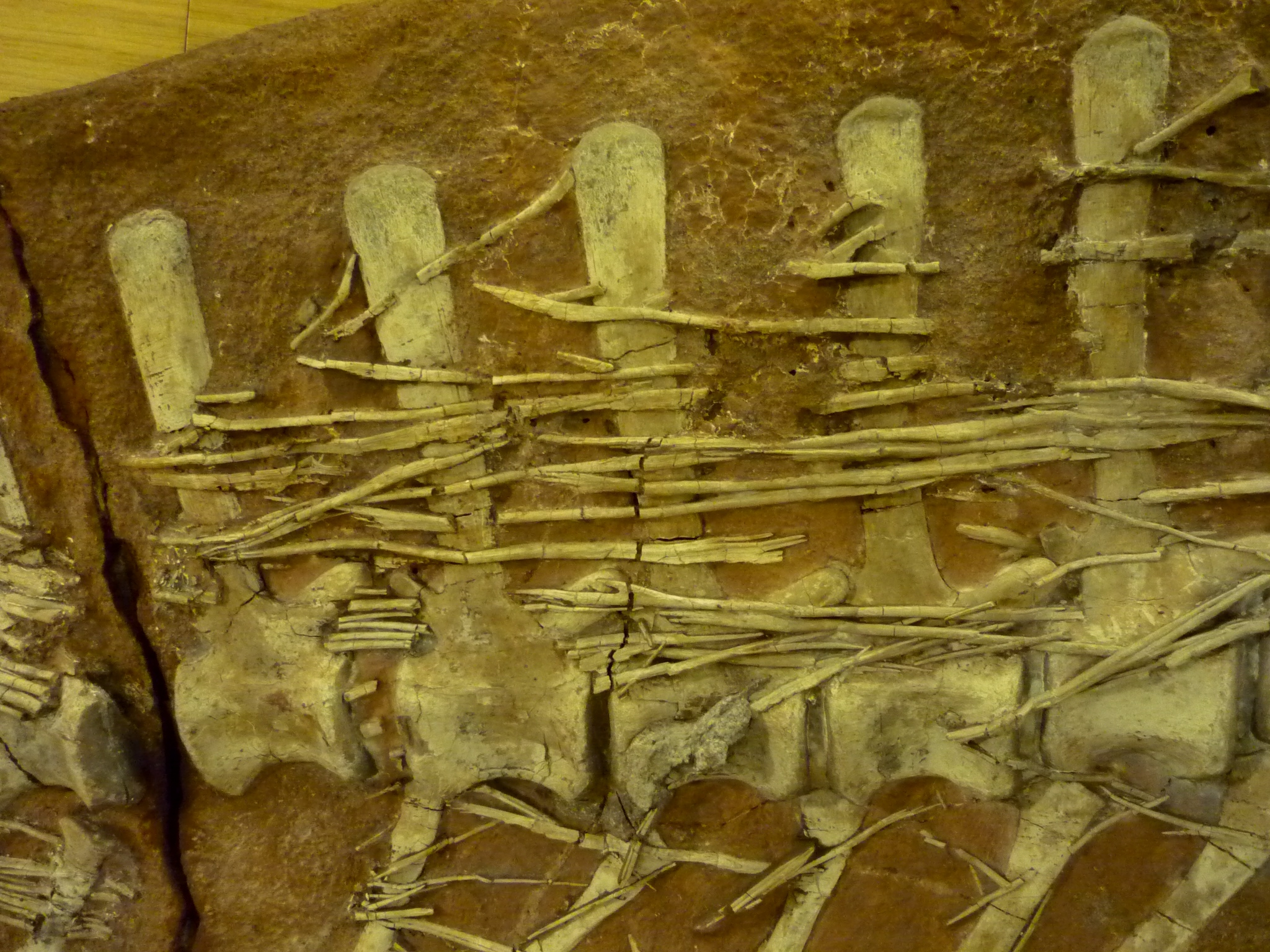
Vertebre caudali con i legamenti ossei

Tenontosaurus era un dinosauro di medie dimensioni che abitava il territorio nordamericano quando questo era ancora diviso da un oceano interno. Può essere paragonato, per diffusione e ruolo ecologico, a un'odierna pecora – ma con una lunga e possente coda all'estremità del corpo. Raggiungeva in media i 6 metri di lunghezza, mentre gli esemplari più grandi potevano arrivare anche a 6,5-8 metri e a un'altezza di circa 3 metri in posizione bipede, paragonabile a quella del suo cugino più famoso: Iguanodon. In genere, Tenontosaurus pesava attorno ai 1000 kg, ma alcuni individui potevano superare le 1-2 tonnellate. La sua coda massiccia gli permetteva di bilanciarsi efficacemente anche su due zampe, soprattutto per raggiungere la vegetazione più alta. La caratteristica più evidente dell'animale era proprio la lunga e muscolosa coda, che poteva sfiorare i 4,5 metri di lunghezza e che, come la schiena, era irrigidita da una rete di tendini ossei. Grazie a questa struttura, Tenontosaurus poteva difendersi piuttosto bene da predatori pericolosi come il raptor Deinonychus o persino il gigantesco Acrocanthosaurus.

## Classificazione

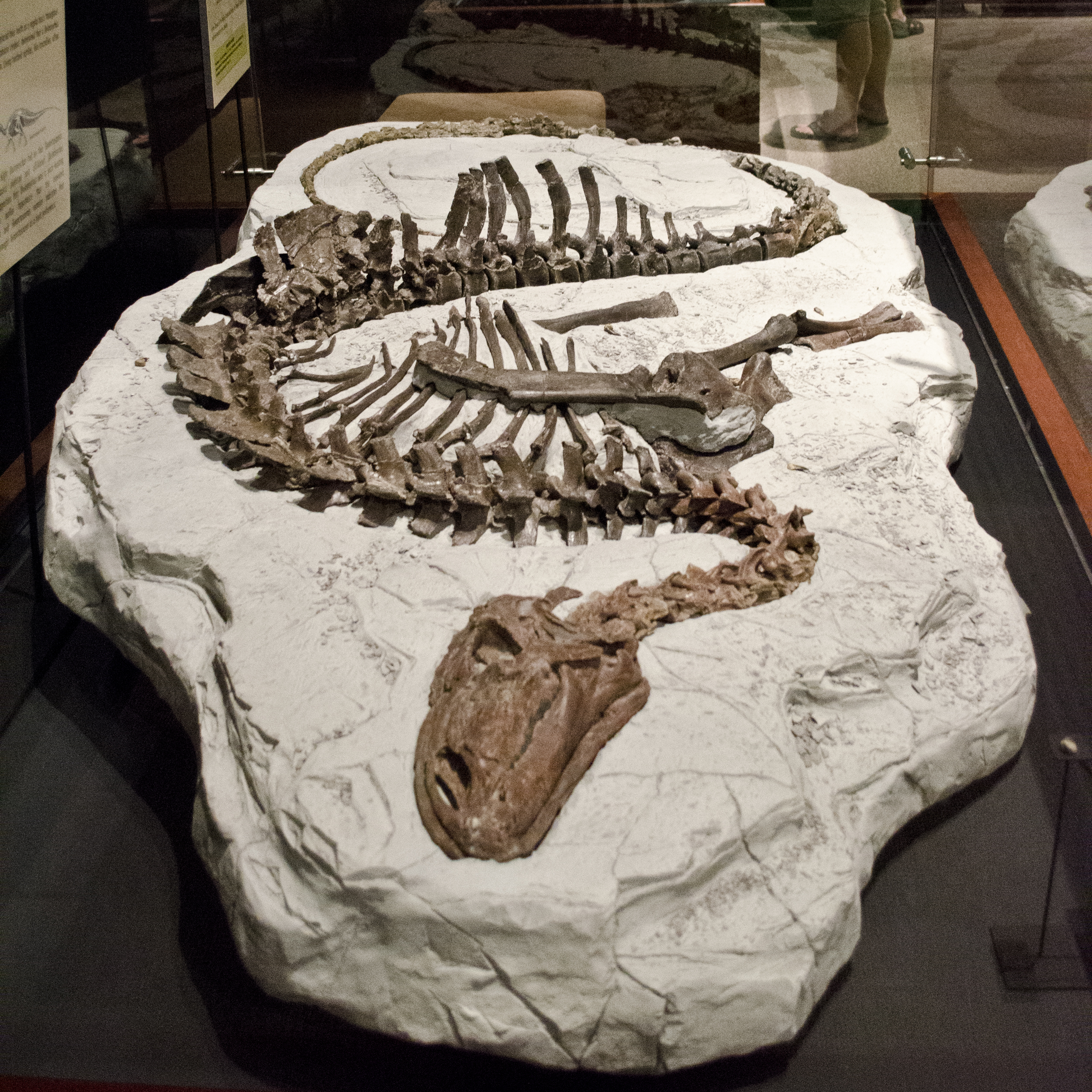
Vista frontale dello scheletro

Il seguente cladogramma mostra i risultati dell'analisi di Butler et al (2011):
|  | Changchunsaurus |
|  |                 |
|  | Jeholosaurus    |
|  |                 |

|  | Gasparinisaura |
|  |                |
|  | Parksosaurus   |
|  |                |

|  | Bugenasaura    |
|  |                |
|  | Thescelosaurus |
|  |                |

|  | T. tilletti |
|  |             |
|  | T. dossi    |
|  |             |

|  | Dryosauridae                                                  |
|  |                                                               |
|  | Ankylopollexia (include Iguanodon, gli hadrosauridi, e altri) |
|  |                                                               |

|  | T. tilletti |
|  |             |
|  | T. dossi    |
|  |             |

|  | Dryosauridae                                                  |
|  |                                                               |
|  | Ankylopollexia (include Iguanodon, gli hadrosauridi, e altri) |
|  |                                                               |

|  | T. tilletti |
|  |             |
|  | T. dossi    |
|  |             |

|  | Dryosauridae                                                  |
|  |                                                               |
|  | Ankylopollexia (include Iguanodon, gli hadrosauridi, e altri) |
|  |                                                               |

|  | T. tilletti |
|  |             |
|  | T. dossi    |
|  |             |

|  | Dryosauridae                                                  |
|  |                                                               |
|  | Ankylopollexia (include Iguanodon, gli hadrosauridi, e altri) |
|  |                                                               |

|  | T. tilletti |
|  |             |
|  | T. dossi    |
|  |             |

|  | Dryosauridae                                                  |
|  |                                                               |
|  | Ankylopollexia (include Iguanodon, gli hadrosauridi, e altri) |
|  |                                                               |

|  | T. tilletti |
|  |             |
|  | T. dossi    |
|  |             |

|  | Dryosauridae                                                  |
|  |                                                               |
|  | Ankylopollexia (include Iguanodon, gli hadrosauridi, e altri) |
|  |                                                               |

|  | T. tilletti |
|  |             |
|  | T. dossi    |
|  |             |

|  | Dryosauridae                                                  |
|  |                                                               |
|  | Ankylopollexia (include Iguanodon, gli hadrosauridi, e altri) |
|  |                                                               |

|  | T. tilletti |
|  |             |
|  | T. dossi    |
|  |             |

|  | Dryosauridae                                                  |
|  |                                                               |
|  | Ankylopollexia (include Iguanodon, gli hadrosauridi, e altri) |
|  |                                                               |

|  | T. tilletti |
|  |             |
|  | T. dossi    |
|  |             |

|  | Dryosauridae                                                  |
|  |                                                               |
|  | Ankylopollexia (include Iguanodon, gli hadrosauridi, e altri) |
|  |                                                               |

|  | T. tilletti |
|  |             |
|  | T. dossi    |
|  |             |

|  | Dryosauridae                                                  |
|  |                                                               |
|  | Ankylopollexia (include Iguanodon, gli hadrosauridi, e altri) |
|  |                                                               |

|  | T. tilletti |
|  |             |
|  | T. dossi    |
|  |             |

|  | Dryosauridae                                                  |
|  |                                                               |
|  | Ankylopollexia (include Iguanodon, gli hadrosauridi, e altri) |
|  |                                                               |

|  | T. tilletti |
|  |             |
|  | T. dossi    |
|  |             |

|  | Dryosauridae                                                  |
|  |                                                               |
|  | Ankylopollexia (include Iguanodon, gli hadrosauridi, e altri) |
|  |                                                               |

|  | T. tilletti |
|  |             |
|  | T. dossi    |
|  |             |

|  | Dryosauridae                                                  |
|  |                                                               |
|  | Ankylopollexia (include Iguanodon, gli hadrosauridi, e altri) |
|  |                                                               |

|  | T. tilletti |
|  |             |
|  | T. dossi    |
|  |             |

|  | Dryosauridae                                                  |
|  |                                                               |
|  | Ankylopollexia (include Iguanodon, gli hadrosauridi, e altri) |
|  |                                                               |

|  | T. tilletti |
|  |             |
|  | T. dossi    |
|  |             |

|  | Dryosauridae                                                  |
|  |                                                               |
|  | Ankylopollexia (include Iguanodon, gli hadrosauridi, e altri) |
|  |                                                               |

|  | T. tilletti |
|  |             |
|  | T. dossi    |
|  |             |

|  | Dryosauridae                                                  |
|  |                                                               |
|  | Ankylopollexia (include Iguanodon, gli hadrosauridi, e altri) |
|  |                                                               |

|  | Bugenasaura    |
|  |                |
|  | Thescelosaurus |
|  |                |

|  | T. tilletti |
|  |             |
|  | T. dossi    |
|  |             |

|  | Dryosauridae                                                  |
|  |                                                               |
|  | Ankylopollexia (include Iguanodon, gli hadrosauridi, e altri) |
|  |                                                               |

|  | T. tilletti |
|  |             |
|  | T. dossi    |
|  |             |

|  | Dryosauridae                                                  |
|  |                                                               |
|  | Ankylopollexia (include Iguanodon, gli hadrosauridi, e altri) |
|  |                                                               |

|  | T. tilletti |
|  |             |
|  | T. dossi    |
|  |             |

|  | Dryosauridae                                                  |
|  |                                                               |
|  | Ankylopollexia (include Iguanodon, gli hadrosauridi, e altri) |
|  |                                                               |

|  | T. tilletti |
|  |             |
|  | T. dossi    |
|  |             |

|  | Dryosauridae                                                  |
|  |                                                               |
|  | Ankylopollexia (include Iguanodon, gli hadrosauridi, e altri) |
|  |                                                               |

|  | T. tilletti |
|  |             |
|  | T. dossi    |
|  |             |

|  | Dryosauridae                                                  |
|  |                                                               |
|  | Ankylopollexia (include Iguanodon, gli hadrosauridi, e altri) |
|  |                                                               |

|  | T. tilletti |
|  |             |
|  | T. dossi    |
|  |             |

|  | Dryosauridae                                                  |
|  |                                                               |
|  | Ankylopollexia (include Iguanodon, gli hadrosauridi, e altri) |
|  |                                                               |

|  | T. tilletti |
|  |             |
|  | T. dossi    |
|  |             |

|  | Dryosauridae                                                  |
|  |                                                               |
|  | Ankylopollexia (include Iguanodon, gli hadrosauridi, e altri) |
|  |                                                               |

|  | T. tilletti |
|  |             |
|  | T. dossi    |
|  |             |

|  | Dryosauridae                                                  |
|  |                                                               |
|  | Ankylopollexia (include Iguanodon, gli hadrosauridi, e altri) |
|  |                                                               |

|  | T. tilletti |
|  |             |
|  | T. dossi    |
|  |             |

|  | Dryosauridae                                                  |
|  |                                                               |
|  | Ankylopollexia (include Iguanodon, gli hadrosauridi, e altri) |
|  |                                                               |

|  | T. tilletti |
|  |             |
|  | T. dossi    |
|  |             |

|  | Dryosauridae                                                  |
|  |                                                               |
|  | Ankylopollexia (include Iguanodon, gli hadrosauridi, e altri) |
|  |                                                               |

|  | T. tilletti |
|  |             |
|  | T. dossi    |
|  |             |

|  | Dryosauridae                                                  |
|  |                                                               |
|  | Ankylopollexia (include Iguanodon, gli hadrosauridi, e altri) |
|  |                                                               |

|  | T. tilletti |
|  |             |
|  | T. dossi    |
|  |             |

|  | Dryosauridae                                                  |
|  |                                                               |
|  | Ankylopollexia (include Iguanodon, gli hadrosauridi, e altri) |
|  |                                                               |

|  | T. tilletti |
|  |             |
|  | T. dossi    |
|  |             |

|  | Dryosauridae                                                  |
|  |                                                               |
|  | Ankylopollexia (include Iguanodon, gli hadrosauridi, e altri) |
|  |                                                               |

|  | T. tilletti |
|  |             |
|  | T. dossi    |
|  |             |

|  | Dryosauridae                                                  |
|  |                                                               |
|  | Ankylopollexia (include Iguanodon, gli hadrosauridi, e altri) |
|  |                                                               |

|  | T. tilletti |
|  |             |
|  | T. dossi    |
|  |             |

|  | Dryosauridae                                                  |
|  |                                                               |
|  | Ankylopollexia (include Iguanodon, gli hadrosauridi, e altri) |
|  |                                                               |

|  | T. tilletti |
|  |             |
|  | T. dossi    |
|  |             |

|  | Dryosauridae                                                  |
|  |                                                               |
|  | Ankylopollexia (include Iguanodon, gli hadrosauridi, e altri) |
|  |                                                               |

|  | Gasparinisaura |
|  |                |
|  | Parksosaurus   |
|  |                |

|  | Bugenasaura    |
|  |                |
|  | Thescelosaurus |
|  |                |

|  | T. tilletti |
|  |             |
|  | T. dossi    |
|  |             |

|  | Dryosauridae                                                  |
|  |                                                               |
|  | Ankylopollexia (include Iguanodon, gli hadrosauridi, e altri) |
|  |                                                               |

|  | T. tilletti |
|  |             |
|  | T. dossi    |
|  |             |

|  | Dryosauridae                                                  |
|  |                                                               |
|  | Ankylopollexia (include Iguanodon, gli hadrosauridi, e altri) |
|  |                                                               |

|  | T. tilletti |
|  |             |
|  | T. dossi    |
|  |             |

|  | Dryosauridae                                                  |
|  |                                                               |
|  | Ankylopollexia (include Iguanodon, gli hadrosauridi, e altri) |
|  |                                                               |

|  | T. tilletti |
|  |             |
|  | T. dossi    |
|  |             |

|  | Dryosauridae                                                  |
|  |                                                               |
|  | Ankylopollexia (include Iguanodon, gli hadrosauridi, e altri) |
|  |                                                               |

|  | T. tilletti |
|  |             |
|  | T. dossi    |
|  |             |

|  | Dryosauridae                                                  |
|  |                                                               |
|  | Ankylopollexia (include Iguanodon, gli hadrosauridi, e altri) |
|  |                                                               |

|  | T. tilletti |
|  |             |
|  | T. dossi    |
|  |             |

|  | Dryosauridae                                                  |
|  |                                                               |
|  | Ankylopollexia (include Iguanodon, gli hadrosauridi, e altri) |
|  |                                                               |

|  | T. tilletti |
|  |             |
|  | T. dossi    |
|  |             |

|  | Dryosauridae                                                  |
|  |                                                               |
|  | Ankylopollexia (include Iguanodon, gli hadrosauridi, e altri) |
|  |                                                               |

|  | T. tilletti |
|  |             |
|  | T. dossi    |
|  |             |

|  | Dryosauridae                                                  |
|  |                                                               |
|  | Ankylopollexia (include Iguanodon, gli hadrosauridi, e altri) |
|  |                                                               |

|  | T. tilletti |
|  |             |
|  | T. dossi    |
|  |             |

|  | Dryosauridae                                                  |
|  |                                                               |
|  | Ankylopollexia (include Iguanodon, gli hadrosauridi, e altri) |
|  |                                                               |

|  | T. tilletti |
|  |             |
|  | T. dossi    |
|  |             |

|  | Dryosauridae                                                  |
|  |                                                               |
|  | Ankylopollexia (include Iguanodon, gli hadrosauridi, e altri) |
|  |                                                               |

|  | T. tilletti |
|  |             |
|  | T. dossi    |
|  |             |

|  | Dryosauridae                                                  |
|  |                                                               |
|  | Ankylopollexia (include Iguanodon, gli hadrosauridi, e altri) |
|  |                                                               |

|  | T. tilletti |
|  |             |
|  | T. dossi    |
|  |             |

|  | Dryosauridae                                                  |
|  |                                                               |
|  | Ankylopollexia (include Iguanodon, gli hadrosauridi, e altri) |
|  |                                                               |

|  | T. tilletti |
|  |             |
|  | T. dossi    |
|  |             |

|  | Dryosauridae                                                  |
|  |                                                               |
|  | Ankylopollexia (include Iguanodon, gli hadrosauridi, e altri) |
|  |                                                               |

|  | T. tilletti |
|  |             |
|  | T. dossi    |
|  |             |

|  | Dryosauridae                                                  |
|  |                                                               |
|  | Ankylopollexia (include Iguanodon, gli hadrosauridi, e altri) |
|  |                                                               |

|  | T. tilletti |
|  |             |
|  | T. dossi    |
|  |             |

|  | Dryosauridae                                                  |
|  |                                                               |
|  | Ankylopollexia (include Iguanodon, gli hadrosauridi, e altri) |
|  |                                                               |

|  | T. tilletti |
|  |             |
|  | T. dossi    |
|  |             |

|  | Dryosauridae                                                  |
|  |                                                               |
|  | Ankylopollexia (include Iguanodon, gli hadrosauridi, e altri) |
|  |                                                               |

|  | Bugenasaura    |
|  |                |
|  | Thescelosaurus |
|  |                |

|  | T. tilletti |
|  |             |
|  | T. dossi    |
|  |             |

|  | Dryosauridae                                                  |
|  |                                                               |
|  | Ankylopollexia (include Iguanodon, gli hadrosauridi, e altri) |
|  |                                                               |

|  | T. tilletti |
|  |             |
|  | T. dossi    |
|  |             |

|  | Dryosauridae                                                  |
|  |                                                               |
|  | Ankylopollexia (include Iguanodon, gli hadrosauridi, e altri) |
|  |                                                               |

|  | T. tilletti |
|  |             |
|  | T. dossi    |
|  |             |

|  | Dryosauridae                                                  |
|  |                                                               |
|  | Ankylopollexia (include Iguanodon, gli hadrosauridi, e altri) |
|  |                                                               |

|  | T. tilletti |
|  |             |
|  | T. dossi    |
|  |             |

|  | Dryosauridae                                                  |
|  |                                                               |
|  | Ankylopollexia (include Iguanodon, gli hadrosauridi, e altri) |
|  |                                                               |

|  | T. tilletti |
|  |             |
|  | T. dossi    |
|  |             |

|  | Dryosauridae                                                  |
|  |                                                               |
|  | Ankylopollexia (include Iguanodon, gli hadrosauridi, e altri) |
|  |                                                               |

|  | T. tilletti |
|  |             |
|  | T. dossi    |
|  |             |

|  | Dryosauridae                                                  |
|  |                                                               |
|  | Ankylopollexia (include Iguanodon, gli hadrosauridi, e altri) |
|  |                                                               |

|  | T. tilletti |
|  |             |
|  | T. dossi    |
|  |             |

|  | Dryosauridae                                                  |
|  |                                                               |
|  | Ankylopollexia (include Iguanodon, gli hadrosauridi, e altri) |
|  |                                                               |

|  | T. tilletti |
|  |             |
|  | T. dossi    |
|  |             |

|  | Dryosauridae                                                  |
|  |                                                               |
|  | Ankylopollexia (include Iguanodon, gli hadrosauridi, e altri) |
|  |                                                               |

|  | T. tilletti |
|  |             |
|  | T. dossi    |
|  |             |

|  | Dryosauridae                                                  |
|  |                                                               |
|  | Ankylopollexia (include Iguanodon, gli hadrosauridi, e altri) |
|  |                                                               |

|  | T. tilletti |
|  |             |
|  | T. dossi    |
|  |             |

|  | Dryosauridae                                                  |
|  |                                                               |
|  | Ankylopollexia (include Iguanodon, gli hadrosauridi, e altri) |
|  |                                                               |

|  | T. tilletti |
|  |             |
|  | T. dossi    |
|  |             |

|  | Dryosauridae                                                  |
|  |                                                               |
|  | Ankylopollexia (include Iguanodon, gli hadrosauridi, e altri) |
|  |                                                               |

|  | T. tilletti |
|  |             |
|  | T. dossi    |
|  |             |

|  | Dryosauridae                                                  |
|  |                                                               |
|  | Ankylopollexia (include Iguanodon, gli hadrosauridi, e altri) |
|  |                                                               |

|  | T. tilletti |
|  |             |
|  | T. dossi    |
|  |             |

|  | Dryosauridae                                                  |
|  |                                                               |
|  | Ankylopollexia (include Iguanodon, gli hadrosauridi, e altri) |
|  |                                                               |

|  | T. tilletti |
|  |             |
|  | T. dossi    |
|  |             |

|  | Dryosauridae                                                  |
|  |                                                               |
|  | Ankylopollexia (include Iguanodon, gli hadrosauridi, e altri) |
|  |                                                               |

|  | T. tilletti |
|  |             |
|  | T. dossi    |
|  |             |

|  | Dryosauridae                                                  |
|  |                                                               |
|  | Ankylopollexia (include Iguanodon, gli hadrosauridi, e altri) |
|  |                                                               |

|  | T. tilletti |
|  |             |
|  | T. dossi    |
|  |             |

|  | Dryosauridae                                                  |
|  |                                                               |
|  | Ankylopollexia (include Iguanodon, gli hadrosauridi, e altri) |
|  |                                                               |

|  | Changchunsaurus |
|  |                 |
|  | Jeholosaurus    |
|  |                 |

|  | Gasparinisaura |
|  |                |
|  | Parksosaurus   |
|  |                |

|  | Bugenasaura    |
|  |                |
|  | Thescelosaurus |
|  |                |

|  | T. tilletti |
|  |             |
|  | T. dossi    |
|  |             |

|  | Dryosauridae                                                  |
|  |                                                               |
|  | Ankylopollexia (include Iguanodon, gli hadrosauridi, e altri) |
|  |                                                               |

|  | T. tilletti |
|  |             |
|  | T. dossi    |
|  |             |

|  | Dryosauridae                                                  |
|  |                                                               |
|  | Ankylopollexia (include Iguanodon, gli hadrosauridi, e altri) |
|  |                                                               |

|  | T. tilletti |
|  |             |
|  | T. dossi    |
|  |             |

|  | Dryosauridae                                                  |
|  |                                                               |
|  | Ankylopollexia (include Iguanodon, gli hadrosauridi, e altri) |
|  |                                                               |

|  | T. tilletti |
|  |             |
|  | T. dossi    |
|  |             |

|  | Dryosauridae                                                  |
|  |                                                               |
|  | Ankylopollexia (include Iguanodon, gli hadrosauridi, e altri) |
|  |                                                               |

|  | T. tilletti |
|  |             |
|  | T. dossi    |
|  |             |

|  | Dryosauridae                                                  |
|  |                                                               |
|  | Ankylopollexia (include Iguanodon, gli hadrosauridi, e altri) |
|  |                                                               |

|  | T. tilletti |
|  |             |
|  | T. dossi    |
|  |             |

|  | Dryosauridae                                                  |
|  |                                                               |
|  | Ankylopollexia (include Iguanodon, gli hadrosauridi, e altri) |
|  |                                                               |

|  | T. tilletti |
|  |             |
|  | T. dossi    |
|  |             |

|  | Dryosauridae                                                  |
|  |                                                               |
|  | Ankylopollexia (include Iguanodon, gli hadrosauridi, e altri) |
|  |                                                               |

|  | T. tilletti |
|  |             |
|  | T. dossi    |
|  |             |

|  | Dryosauridae                                                  |
|  |                                                               |
|  | Ankylopollexia (include Iguanodon, gli hadrosauridi, e altri) |
|  |                                                               |

|  | T. tilletti |
|  |             |
|  | T. dossi    |
|  |             |

|  | Dryosauridae                                                  |
|  |                                                               |
|  | Ankylopollexia (include Iguanodon, gli hadrosauridi, e altri) |
|  |                                                               |

|  | T. tilletti |
|  |             |
|  | T. dossi    |
|  |             |

|  | Dryosauridae                                                  |
|  |                                                               |
|  | Ankylopollexia (include Iguanodon, gli hadrosauridi, e altri) |
|  |                                                               |

|  | T. tilletti |
|  |             |
|  | T. dossi    |
|  |             |

|  | Dryosauridae                                                  |
|  |                                                               |
|  | Ankylopollexia (include Iguanodon, gli hadrosauridi, e altri) |
|  |                                                               |

|  | T. tilletti |
|  |             |
|  | T. dossi    |
|  |             |

|  | Dryosauridae                                                  |
|  |                                                               |
|  | Ankylopollexia (include Iguanodon, gli hadrosauridi, e altri) |
|  |                                                               |

|  | T. tilletti |
|  |             |
|  | T. dossi    |
|  |             |

|  | Dryosauridae                                                  |
|  |                                                               |
|  | Ankylopollexia (include Iguanodon, gli hadrosauridi, e altri) |
|  |                                                               |

|  | T. tilletti |
|  |             |
|  | T. dossi    |
|  |             |

|  | Dryosauridae                                                  |
|  |                                                               |
|  | Ankylopollexia (include Iguanodon, gli hadrosauridi, e altri) |
|  |                                                               |

|  | T. tilletti |
|  |             |
|  | T. dossi    |
|  |             |

|  | Dryosauridae                                                  |
|  |                                                               |
|  | Ankylopollexia (include Iguanodon, gli hadrosauridi, e altri) |
|  |                                                               |

|  | T. tilletti |
|  |             |
|  | T. dossi    |
|  |             |

|  | Dryosauridae                                                  |
|  |                                                               |
|  | Ankylopollexia (include Iguanodon, gli hadrosauridi, e altri) |
|  |                                                               |

|  | Bugenasaura    |
|  |                |
|  | Thescelosaurus |
|  |                |

|  | T. tilletti |
|  |             |
|  | T. dossi    |
|  |             |

|  | Dryosauridae                                                  |
|  |                                                               |
|  | Ankylopollexia (include Iguanodon, gli hadrosauridi, e altri) |
|  |                                                               |

|  | T. tilletti |
|  |             |
|  | T. dossi    |
|  |             |

|  | Dryosauridae                                                  |
|  |                                                               |
|  | Ankylopollexia (include Iguanodon, gli hadrosauridi, e altri) |
|  |                                                               |

|  | T. tilletti |
|  |             |
|  | T. dossi    |
|  |             |

|  | Dryosauridae                                                  |
|  |                                                               |
|  | Ankylopollexia (include Iguanodon, gli hadrosauridi, e altri) |
|  |                                                               |

|  | T. tilletti |
|  |             |
|  | T. dossi    |
|  |             |

|  | Dryosauridae                                                  |
|  |                                                               |
|  | Ankylopollexia (include Iguanodon, gli hadrosauridi, e altri) |
|  |                                                               |

|  | T. tilletti |
|  |             |
|  | T. dossi    |
|  |             |

|  | Dryosauridae                                                  |
|  |                                                               |
|  | Ankylopollexia (include Iguanodon, gli hadrosauridi, e altri) |
|  |                                                               |

|  | T. tilletti |
|  |             |
|  | T. dossi    |
|  |             |

|  | Dryosauridae                                                  |
|  |                                                               |
|  | Ankylopollexia (include Iguanodon, gli hadrosauridi, e altri) |
|  |                                                               |

|  | T. tilletti |
|  |             |
|  | T. dossi    |
|  |             |

|  | Dryosauridae                                                  |
|  |                                                               |
|  | Ankylopollexia (include Iguanodon, gli hadrosauridi, e altri) |
|  |                                                               |

|  | T. tilletti |
|  |             |
|  | T. dossi    |
|  |             |

|  | Dryosauridae                                                  |
|  |                                                               |
|  | Ankylopollexia (include Iguanodon, gli hadrosauridi, e altri) |
|  |                                                               |

|  | T. tilletti |
|  |             |
|  | T. dossi    |
|  |             |

|  | Dryosauridae                                                  |
|  |                                                               |
|  | Ankylopollexia (include Iguanodon, gli hadrosauridi, e altri) |
|  |                                                               |

|  | T. tilletti |
|  |             |
|  | T. dossi    |
|  |             |

|  | Dryosauridae                                                  |
|  |                                                               |
|  | Ankylopollexia (include Iguanodon, gli hadrosauridi, e altri) |
|  |                                                               |

|  | T. tilletti |
|  |             |
|  | T. dossi    |
|  |             |

|  | Dryosauridae                                                  |
|  |                                                               |
|  | Ankylopollexia (include Iguanodon, gli hadrosauridi, e altri) |
|  |                                                               |

|  | T. tilletti |
|  |             |
|  | T. dossi    |
|  |             |

|  | Dryosauridae                                                  |
|  |                                                               |
|  | Ankylopollexia (include Iguanodon, gli hadrosauridi, e altri) |
|  |                                                               |

|  | T. tilletti |
|  |             |
|  | T. dossi    |
|  |             |

|  | Dryosauridae                                                  |
|  |                                                               |
|  | Ankylopollexia (include Iguanodon, gli hadrosauridi, e altri) |
|  |                                                               |

|  | T. tilletti |
|  |             |
|  | T. dossi    |
|  |             |

|  | Dryosauridae                                                  |
|  |                                                               |
|  | Ankylopollexia (include Iguanodon, gli hadrosauridi, e altri) |
|  |                                                               |

|  | T. tilletti |
|  |             |
|  | T. dossi    |
|  |             |

|  | Dryosauridae                                                  |
|  |                                                               |
|  | Ankylopollexia (include Iguanodon, gli hadrosauridi, e altri) |
|  |                                                               |

|  | T. tilletti |
|  |             |
|  | T. dossi    |
|  |             |

|  | Dryosauridae                                                  |
|  |                                                               |
|  | Ankylopollexia (include Iguanodon, gli hadrosauridi, e altri) |
|  |                                                               |

|  | Gasparinisaura |
|  |                |
|  | Parksosaurus   |
|  |                |

|  | Bugenasaura    |
|  |                |
|  | Thescelosaurus |
|  |                |

|  | T. tilletti |
|  |             |
|  | T. dossi    |
|  |             |

|  | Dryosauridae                                                  |
|  |                                                               |
|  | Ankylopollexia (include Iguanodon, gli hadrosauridi, e altri) |
|  |                                                               |

|  | T. tilletti |
|  |             |
|  | T. dossi    |
|  |             |

|  | Dryosauridae                                                  |
|  |                                                               |
|  | Ankylopollexia (include Iguanodon, gli hadrosauridi, e altri) |
|  |                                                               |

|  | T. tilletti |
|  |             |
|  | T. dossi    |
|  |             |

|  | Dryosauridae                                                  |
|  |                                                               |
|  | Ankylopollexia (include Iguanodon, gli hadrosauridi, e altri) |
|  |                                                               |

|  | T. tilletti |
|  |             |
|  | T. dossi    |
|  |             |

|  | Dryosauridae                                                  |
|  |                                                               |
|  | Ankylopollexia (include Iguanodon, gli hadrosauridi, e altri) |
|  |                                                               |

|  | T. tilletti |
|  |             |
|  | T. dossi    |
|  |             |

|  | Dryosauridae                                                  |
|  |                                                               |
|  | Ankylopollexia (include Iguanodon, gli hadrosauridi, e altri) |
|  |                                                               |

|  | T. tilletti |
|  |             |
|  | T. dossi    |
|  |             |

|  | Dryosauridae                                                  |
|  |                                                               |
|  | Ankylopollexia (include Iguanodon, gli hadrosauridi, e altri) |
|  |                                                               |

|  | T. tilletti |
|  |             |
|  | T. dossi    |
|  |             |

|  | Dryosauridae                                                  |
|  |                                                               |
|  | Ankylopollexia (include Iguanodon, gli hadrosauridi, e altri) |
|  |                                                               |

|  | T. tilletti |
|  |             |
|  | T. dossi    |
|  |             |

|  | Dryosauridae                                                  |
|  |                                                               |
|  | Ankylopollexia (include Iguanodon, gli hadrosauridi, e altri) |
|  |                                                               |

|  | T. tilletti |
|  |             |
|  | T. dossi    |
|  |             |

|  | Dryosauridae                                                  |
|  |                                                               |
|  | Ankylopollexia (include Iguanodon, gli hadrosauridi, e altri) |
|  |                                                               |

|  | T. tilletti |
|  |             |
|  | T. dossi    |
|  |             |

|  | Dryosauridae                                                  |
|  |                                                               |
|  | Ankylopollexia (include Iguanodon, gli hadrosauridi, e altri) |
|  |                                                               |

|  | T. tilletti |
|  |             |
|  | T. dossi    |
|  |             |

|  | Dryosauridae                                                  |
|  |                                                               |
|  | Ankylopollexia (include Iguanodon, gli hadrosauridi, e altri) |
|  |                                                               |

|  | T. tilletti |
|  |             |
|  | T. dossi    |
|  |             |

|  | Dryosauridae                                                  |
|  |                                                               |
|  | Ankylopollexia (include Iguanodon, gli hadrosauridi, e altri) |
|  |                                                               |

|  | T. tilletti |
|  |             |
|  | T. dossi    |
|  |             |

|  | Dryosauridae                                                  |
|  |                                                               |
|  | Ankylopollexia (include Iguanodon, gli hadrosauridi, e altri) |
|  |                                                               |

|  | T. tilletti |
|  |             |
|  | T. dossi    |
|  |             |

|  | Dryosauridae                                                  |
|  |                                                               |
|  | Ankylopollexia (include Iguanodon, gli hadrosauridi, e altri) |
|  |                                                               |

|  | T. tilletti |
|  |             |
|  | T. dossi    |
|  |             |

|  | Dryosauridae                                                  |
|  |                                                               |
|  | Ankylopollexia (include Iguanodon, gli hadrosauridi, e altri) |
|  |                                                               |

|  | T. tilletti |
|  |             |
|  | T. dossi    |
|  |             |

|  | Dryosauridae                                                  |
|  |                                                               |
|  | Ankylopollexia (include Iguanodon, gli hadrosauridi, e altri) |
|  |                                                               |

|  | Bugenasaura    |
|  |                |
|  | Thescelosaurus |
|  |                |

|  | T. tilletti |
|  |             |
|  | T. dossi    |
|  |             |

|  | Dryosauridae                                                  |
|  |                                                               |
|  | Ankylopollexia (include Iguanodon, gli hadrosauridi, e altri) |
|  |                                                               |

|  | T. tilletti |
|  |             |
|  | T. dossi    |
|  |             |

|  | Dryosauridae                                                  |
|  |                                                               |
|  | Ankylopollexia (include Iguanodon, gli hadrosauridi, e altri) |
|  |                                                               |

|  | T. tilletti |
|  |             |
|  | T. dossi    |
|  |             |

|  | Dryosauridae                                                  |
|  |                                                               |
|  | Ankylopollexia (include Iguanodon, gli hadrosauridi, e altri) |
|  |                                                               |

|  | T. tilletti |
|  |             |
|  | T. dossi    |
|  |             |

|  | Dryosauridae                                                  |
|  |                                                               |
|  | Ankylopollexia (include Iguanodon, gli hadrosauridi, e altri) |
|  |                                                               |

|  | T. tilletti |
|  |             |
|  | T. dossi    |
|  |             |

|  | Dryosauridae                                                  |
|  |                                                               |
|  | Ankylopollexia (include Iguanodon, gli hadrosauridi, e altri) |
|  |                                                               |

|  | T. tilletti |
|  |             |
|  | T. dossi    |
|  |             |

|  | Dryosauridae                                                  |
|  |                                                               |
|  | Ankylopollexia (include Iguanodon, gli hadrosauridi, e altri) |
|  |                                                               |

|  | T. tilletti |
|  |             |
|  | T. dossi    |
|  |             |

|  | Dryosauridae                                                  |
|  |                                                               |
|  | Ankylopollexia (include Iguanodon, gli hadrosauridi, e altri) |
|  |                                                               |

|  | T. tilletti |
|  |             |
|  | T. dossi    |
|  |             |

|  | Dryosauridae                                                  |
|  |                                                               |
|  | Ankylopollexia (include Iguanodon, gli hadrosauridi, e altri) |
|  |                                                               |

|  | T. tilletti |
|  |             |
|  | T. dossi    |
|  |             |

|  | Dryosauridae                                                  |
|  |                                                               |
|  | Ankylopollexia (include Iguanodon, gli hadrosauridi, e altri) |
|  |                                                               |

|  | T. tilletti |
|  |             |
|  | T. dossi    |
|  |             |

|  | Dryosauridae                                                  |
|  |                                                               |
|  | Ankylopollexia (include Iguanodon, gli hadrosauridi, e altri) |
|  |                                                               |

|  | T. tilletti |
|  |             |
|  | T. dossi    |
|  |             |

|  | Dryosauridae                                                  |
|  |                                                               |
|  | Ankylopollexia (include Iguanodon, gli hadrosauridi, e altri) |
|  |                                                               |

|  | T. tilletti |
|  |             |
|  | T. dossi    |
|  |             |

|  | Dryosauridae                                                  |
|  |                                                               |
|  | Ankylopollexia (include Iguanodon, gli hadrosauridi, e altri) |
|  |                                                               |

|  | T. tilletti |
|  |             |
|  | T. dossi    |
|  |             |

|  | Dryosauridae                                                  |
|  |                                                               |
|  | Ankylopollexia (include Iguanodon, gli hadrosauridi, e altri) |
|  |                                                               |

|  | T. tilletti |
|  |             |
|  | T. dossi    |
|  |             |

|  | Dryosauridae                                                  |
|  |                                                               |
|  | Ankylopollexia (include Iguanodon, gli hadrosauridi, e altri) |
|  |                                                               |

|  | T. tilletti |
|  |             |
|  | T. dossi    |
|  |             |

|  | Dryosauridae                                                  |
|  |                                                               |
|  | Ankylopollexia (include Iguanodon, gli hadrosauridi, e altri) |
|  |                                                               |

|  | T. tilletti |
|  |             |
|  | T. dossi    |
|  |             |

|  | Dryosauridae                                                  |
|  |                                                               |
|  | Ankylopollexia (include Iguanodon, gli hadrosauridi, e altri) |
|  |                                                               |

## Storia della scoperta

Dimensioni di T. telletti (rosso) a confronto con altri iguanodontidi e con un uomo

Il primo esemplare fossile di Tenontosaurus fu scoperto nella contea di Big Horn, nel Montana, durante una spedizione dell'American Museum of Natural History (AMNH) nel 1903. Scavi successivi nella stessa area, condotti negli anni Trenta, portarono alla luce altri 18 esemplari, cui se ne aggiunsero ulteriori quattro negli anni Quaranta. Nonostante il gran numero di resti rinvenuti, l'animale non venne formalmente nominato né descritto scientificamente in questo periodo. Tuttavia, Barnum Brown dell'AMNH gli attribuì un nome informale: Tenantosaurus, ovvero «lucertola tendine», in riferimento al vasto sistema di tendini ossei irrigiditi lungo la schiena e la coda dell'animale.
Negli anni Sessanta, la Yale University avviò una campagna di scavo a lungo termine nell'area del bacino del Big Horn (Formazione Cloverly), tra il Montana e il Wyoming. La spedizione era guidata dal paleontologo John Ostrom, il cui team portò alla luce oltre 40 nuovi esemplari. Fu proprio Ostrom, al termine della spedizione, a fornire la prima descrizione scientifica dell'animale, assegnandogli il nome Tenontosaurus – una leggera variazione ortografica del nome informale usato in precedenza da Brown.
A partire dal 1970, sono stati segnalati molti altri esemplari di Tenontosaurus, non solo nella Formazione Cloverly, ma anche in altre unità geologiche del Cretaceo inferiore, tra cui la Formazione Antlers in Oklahoma, la Formazione Paluxy in Texas, la Formazione Wayan in Idaho, la Formazione Cedar Mountain nello Utah e la Formazione Arundel nel Maryland.

## Paleobiologia

### Dieta
La flora dell'ecosistema abitato da Tenontosaurus era probabilmente dominata da felci, felci arboree, cicadee e dalle prime piante da fiore. Le piante e gli alberi più grandi appartenevano invece alle gimnosperme, come conifere e ginkgo. Tenontosaurus era un brucatore di bassa statura e, persino in postura bipede, un esemplare adulto poteva raggiungere un'altezza massima di circa 3 metri per alimentarsi. Questa limitazione costringeva in particolare i giovani individui a nutrirsi di vegetazione bassa, come felci ed arbusti. Tuttavia, il potente becco a forma di U e le superfici di taglio inclinate dei denti suggeriscono che Tenontosaurus non si limitasse a una singola parte della pianta. È probabile che si nutrisse anche di foglie, legno e forse frutta, adattandosi a una dieta vegetale piuttosto varia.

### Predatori

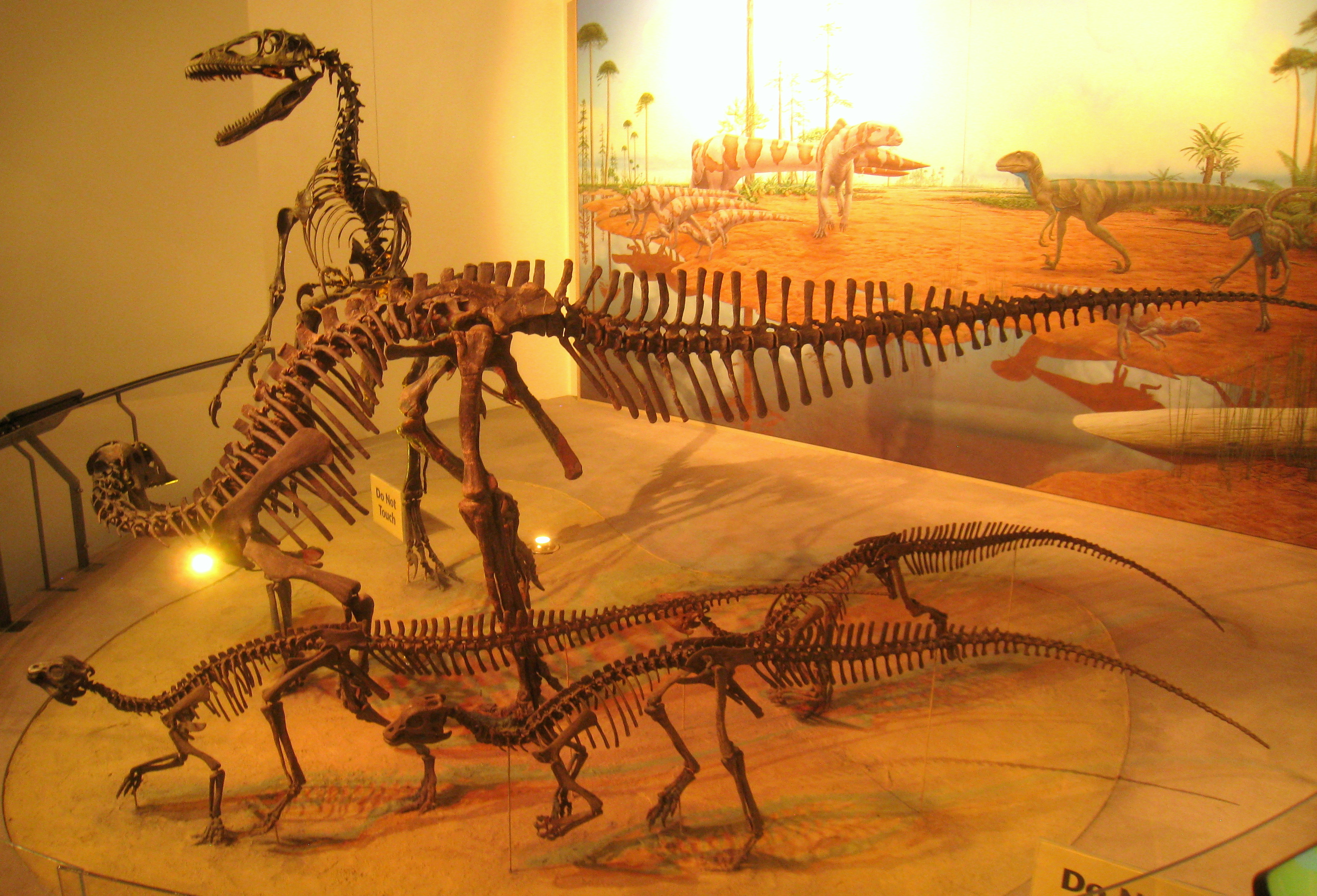
Individuo di T. tilletti con cuccioli (di fronte), attaccati da un Deinonychus

Nel corso degli anni sono stati scoperti numerosi denti e resti scheletrici del dromeosauride Deinonychus in associazione con fossili di T. tilletti. Tenontosaurus è presente in oltre 50 siti noti, 14 dei quali contengono anche resti di Deinonychus. Secondo uno studio del 1995, solo sei siti contenenti fossili di Deinonychus non presentano resti di Tenontosaurus, e solo raramente questi predatori sono stati trovati insieme a potenziali prede alternative, come Sauropelta. Complessivamente, circa il 20% dei fossili di Tenontosaurus è stato rinvenuto nelle immediate vicinanze di Deinonychus, il che ha portato diversi scienziati a ipotizzare che quest'ultimo fosse il principale predatore di Tenontosaurus. Tuttavia, Deinonychus era molto più piccolo e difficilmente un singolo individuo sarebbe stato in grado di sopraffare un adulto. Per questo motivo, è stata avanzata l'ipotesi che cacciasse in gruppo. Tale visione, però, è stata contestata da numerosi esperti, sia per la mancanza di prove di caccia cooperativa, sia perché il comportamento osservato potrebbe riflettere piuttosto un raduno opportunistico intorno a una carcassa, analogamente a quanto avviene oggi in molti uccelli e rettili. È stato inoltre osservato che i coccodrilli moderni possono talvolta cacciare in modo cooperativo. A rafforzare questa interpretazione vi sono anche evidenze di cannibalismo: in alcune situazioni di «frenesia alimentare», Deinonychus sembra essersi cibato non solo dei resti di Tenontosaurus, ma anche di conspecifici. È quindi probabile che Deinonychus predasse soprattutto esemplari giovani o subadulti, mentre gli adulti – grazie alla loro mole – costituivano prede troppo impegnative, se non come carcasse già morte. Il fatto che la maggior parte dei resti associati a Deinonychus appartenga a individui giovani di Tenontosaurus supporta questa ipotesi. Un altro potenziale predatore, che avrebbe potuto rappresentare una minaccia anche per gli adulti, era il carcharodontosauride Acrocanthosaurus.

### Riproduzione

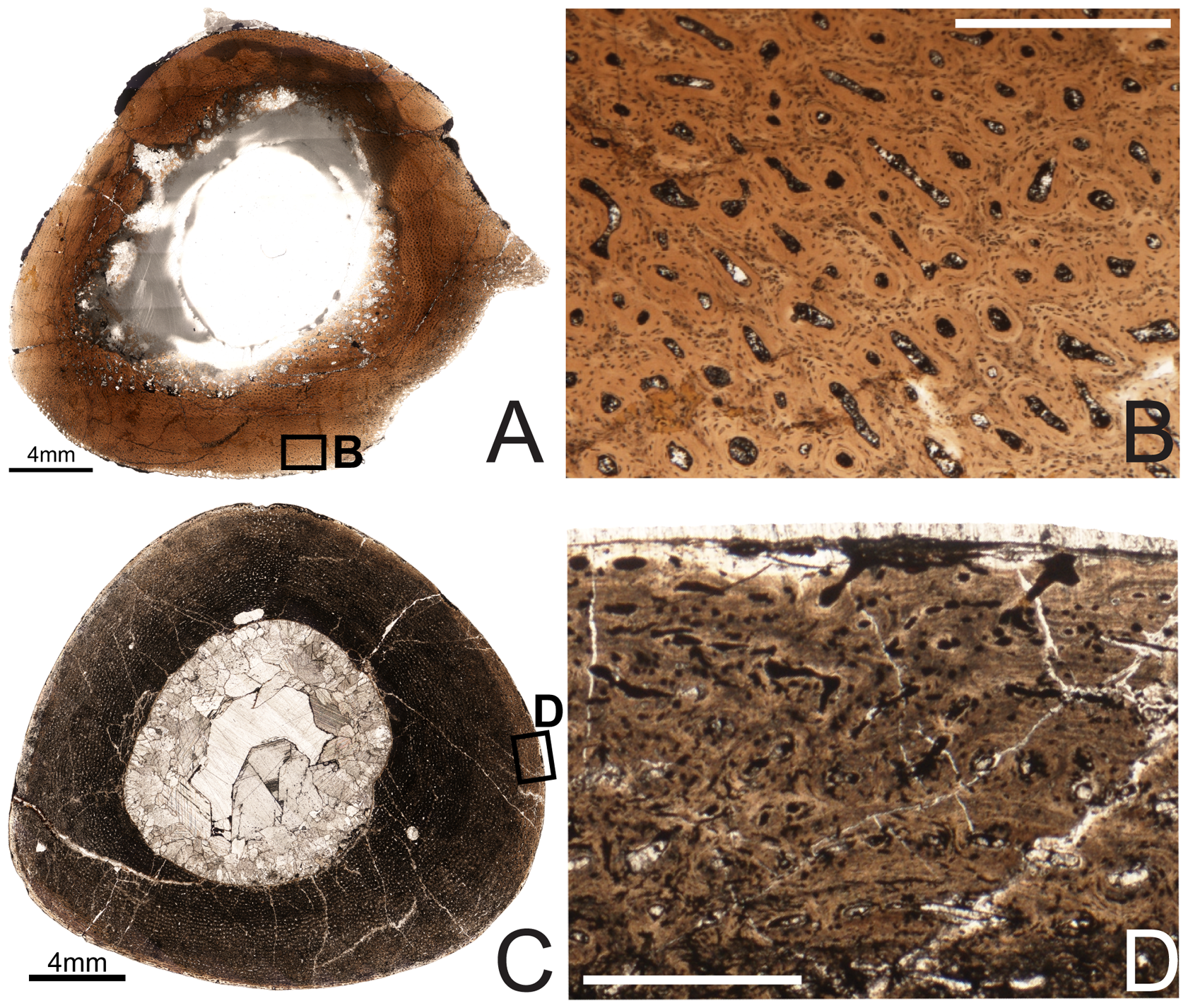
Osteoistologia della diafisi del femore di due individui giovani

La scoperta di tessuto osseo midollare nel femore e nella tibia di un esemplare di Tenontosaurus suggerisce che questo dinosauro utilizzasse tale tessuto durante la riproduzione, come avviene oggi negli uccelli durante la deposizione delle uova. Similmente a Tyrannosaurus e Allosaurus, altri due dinosauri noti per la presenza di osso midollare, l'esemplare in questione non aveva ancora raggiunto la piena maturità fisica al momento della morte, avvenuta intorno agli 8 anni. Poiché la linea evolutiva dei teropodi – cui appartengono Tyrannosaurus e Allosaurus – si discosta precocemente da quella degli ornitopodi come Tenontosaurus, si ritiene probabile che la produzione di tessuto midollare fosse una caratteristica comune a molti dinosauri. Inoltre, ciò supporta l'idea che questi animali raggiungessero la maturità sessuale prima di raggiungere le dimensioni adulte complete. Uno studio istologico ha inoltre dimostrato che T. tilletti cresceva molto rapidamente durante le prime fasi della vita e nell'adolescenza, per poi rallentare in età adulta – un pattern di crescita diverso rispetto a quello osservato in altri iguanodonti.

## Paleoecologia

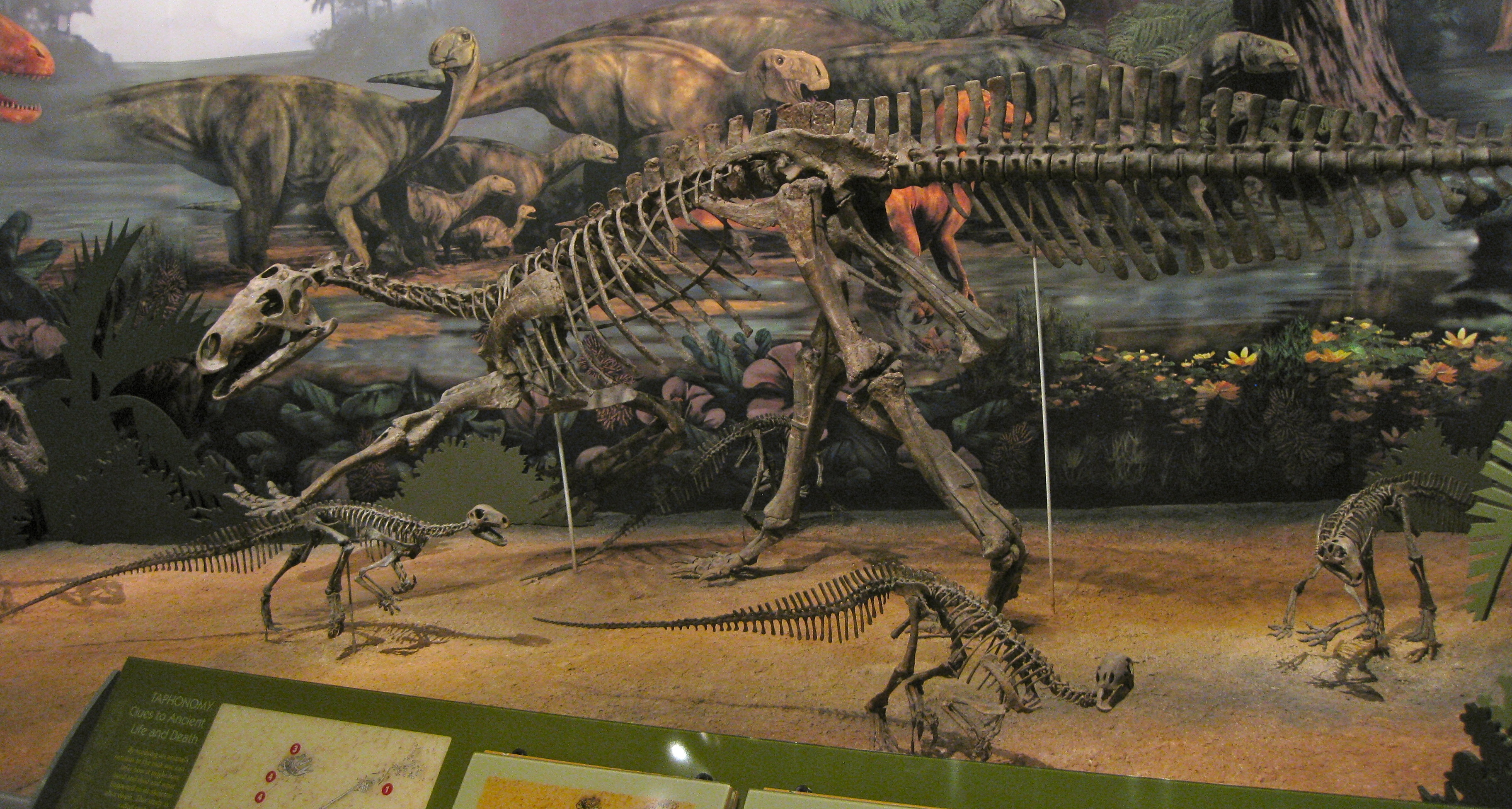
Ricostruzione scheletrica di un individuo adulto con dei piccoli

All'interno della Formazione Cloverly, Tenontosaurus è di gran lunga il vertebrato più comune, risultando cinque volte più abbondante del secondo erbivoro più rappresentato, il nodosauride Sauropelta. Nella porzione più arida della formazione, nota come Little Sheep Mudstone Member, Tenontosaurus era l'unico dinosauro erbivoro noto, e condivideva l'habitat con il dromeosauride Deinonychus, una specie indeterminata di teropode allosauroide e un coccodrillo goniopholide. Con l'inizio dell'Himes Member, nella metà dell'età Albiana, un significativo mutamento climatico portò all'ingresso nella regione di nuovi dinosauri migratori, tra cui l'ornitopode Zephyrosaurus, l'oviraptorosauro Microvenator, una specie indeterminata di sauropode titanosauriforme e un ornithomimide. La fauna di questo ambiente tropicale includeva anche il piccolo mammifero Gobiconodon, tartarughe come Glyptops e varie specie di dipnoi.

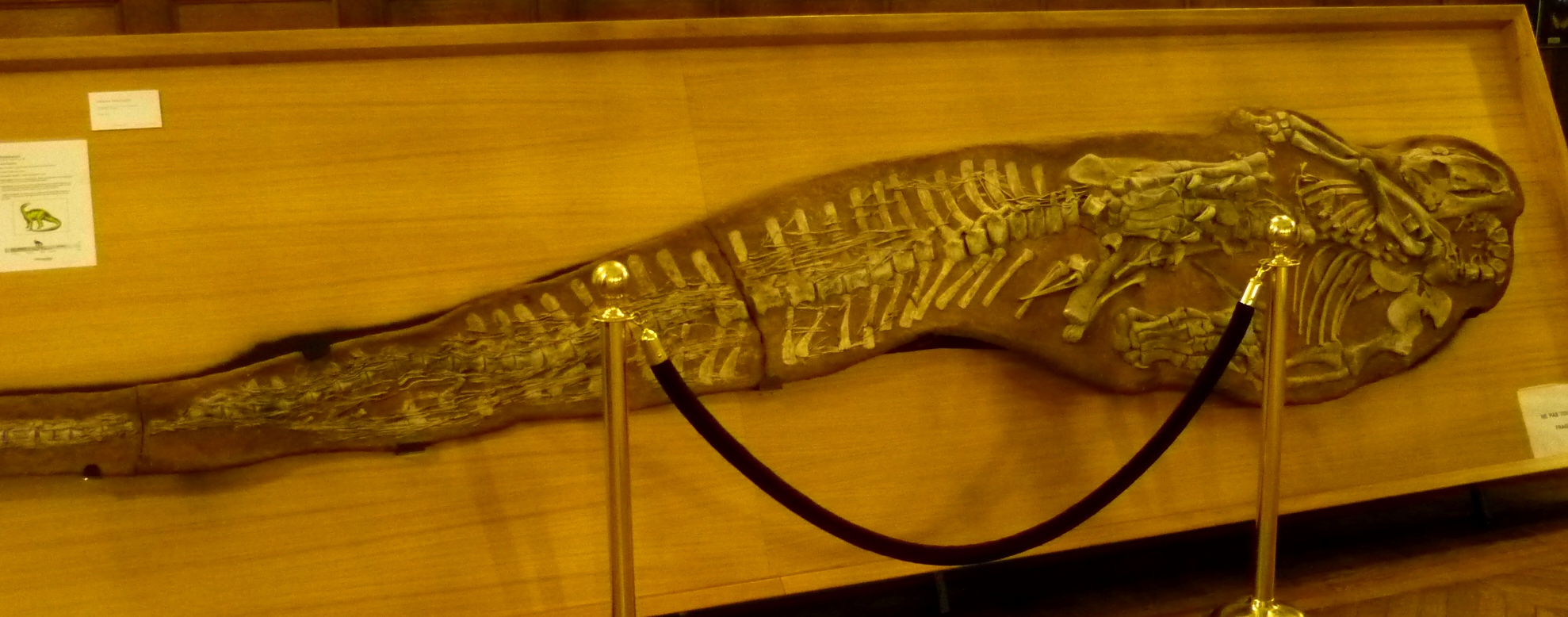
Esemplare fossile completo

La comunità ecologica di Tenontosaurus e Deinonychus era simile ad altre regioni nordamericane del Cretaceo inferiore. Nella Formazione Antlers, che si estende dal sud-ovest dell'Arkansas attraverso l'Oklahoma sud-orientale fino al Texas nord-orientale, i due dinosauri coesistevano in un vasto ambiente di pianura alluvionale che defluiva in un mare interno poco profondo. Anche se questa formazione non è stata datata radiometricamente, dati biostratigrafici e confronti con i generi presenti nel Trinity Group del Texas indicano che risalga all'Albiano, circa 110 milioni di anni fa. Il paleoambiente della Formazione Antlers comprendeva foreste tropicali o subtropicali, delta fluviali, paludi costiere, baie e lagune – paesaggi probabilmente simili a quelli della moderna Louisiana. Oltre a Tenontosaurus e Deinonychus, l'area ospitava anche altri dinosauri come i sauropodi Astrodon (Pleurocoelus) e Sauroposeidon, nonché il carnosauro Acrocanthosaurus, probabilmente il superpredatore dell'ecosistema. Altri vertebrati coevi includevano l'anfibio Albanerpeton, i rettili Atokasaurus e Ptilotodon, il crurotarso Bernissartia, i pesci cartilaginei Hybodus buderi, Lissodus anitae e Gyronchus dumblei, il coccodrillo Goniopholis e le tartarughe Glyptops e Naomichelys. Sono stati inoltre rinvenuti resti indeterminati di uccelli. Le prove fossili indicano che il lepisosteide Lepisosteus era uno dei vertebrati più comuni della regione. Tra i primi mammiferi figurano Atokatherium boreni e Paracimexomys crossi.

### Clima
Nella Formazione Cloverly del Montana e del Wyoming, i fossili di Tenontosaurus sono comuni in due unità rocciose distinte: la più antica Little Sheep Mudstone Member (unità V della formazione) e la più recente Himes Member (unità VI e VII). La porzione basale della formazione, nota come Conglomerato di Pryor, non contiene resti di Tenontosaurus, che appaiono solo nella parte superiore del Little Sheep Mudstone Member. In un articolo del 1984, Catherine Forster utilizzò questa evidenza per suggerire che Tenontosaurus fosse giunto nel Bacino di Bighorn solo a partire da questa fase geologica.
All'epoca della sua comparsa nella regione (inizio dell'Albiano), il clima era arido e semi-arido, con marcate stagioni di pioggia e siccità. Tuttavia, nel corso di alcuni milioni di anni, le condizioni climatiche cambiarono progressivamente verso un regime di precipitazioni più abbondanti, trasformando il paesaggio in un ambiente subtropicale-tropicale, caratterizzato da delta fluviali, pianure alluvionali, foreste e zone paludose – uno scenario paragonabile a quello della moderna Louisiana, pur con marcate stagioni secche che generavano ambienti simili a savane. Il cambiamento nei livelli di pioggia è probabilmente correlato all'avanzata del litorale del Mare di Skull Creek, una porzione del futuro Mare Interno Occidentale, che nel Cretaceo superiore avrebbe diviso il Nord America in due masse continentali.
Sorprendentemente, questo drastico mutamento climatico coincise con un aumento, piuttosto che una diminuzione, nella popolazione di Tenontosaurus. Ciò suggerisce che si trattasse di un animale ecologicamente molto flessibile, in grado di sopravvivere e prosperare in una grande varietà di ambienti nel corso del tempo.